# 5355 Akihiro
5355 Akihiro este un asteroid din centura principală de asteroizi.

## Descriere
5355 Akihiro este un asteroid din centura principală de asteroizi. A fost descoperit pe 3 februarie 1991 la Kushiro de Seiji Ueda și Hiroshi Kaneda. Asteroidul prezintă o orbită caracterizată de o semiaxă mare de 2,31 ua, o excentricitate de 0,17 și o înclinație de 0,7° în raport cu ecliptica.